# 新河岸川水循環センター

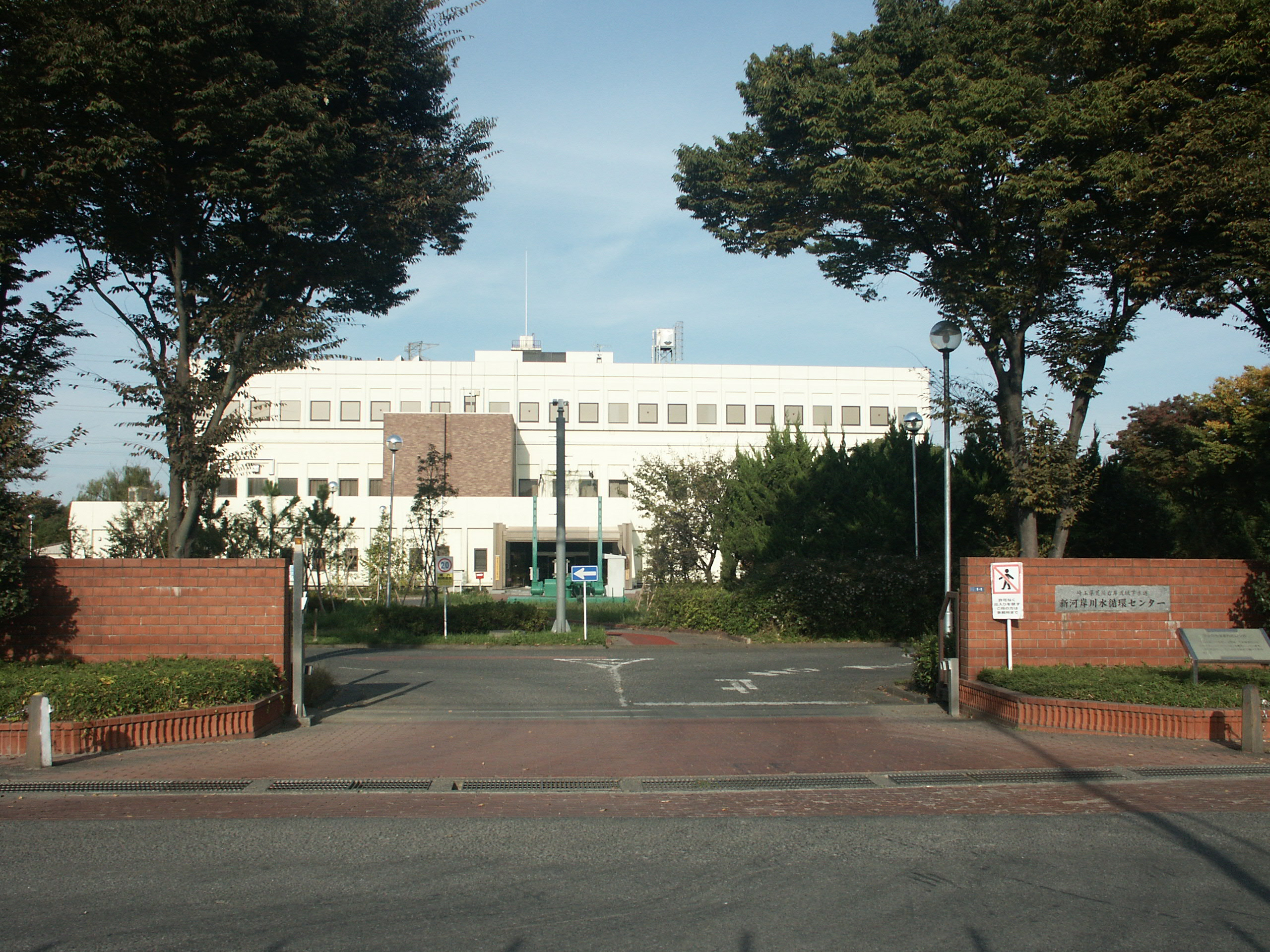
新河岸川水循環センター

新河岸川水循環センター（しんがしがわすいじゅんかんセンター）は、埼玉県和光市にある県営の下水処理場。新河岸川上流水循環センターとともに荒川右岸流域の下水道処理を行っている施設である。

## 概要
荒川左岸南部流域下水道が担当する川越市、所沢市、狭山市、入間市、朝霞市、志木市、和光市、新座市、富士見市、ふじみ野市、三芳町、川島町及び吉見町の下水処理を行っている。埼玉県下水道公社が維持管理を行う。上部は和光市の都市公園アーバンアクア公園（愛称：和光スポーツアイランド ）として利用されている。富士見川越バイパスの直下に新河岸川幹線、新河岸川北幹線、国道463号の直下に柳瀬川幹線、その他黒目川幹線、不老川幹線などがある。平成9年から砂川堀は雨水幹線として流域下水道事業の一つとなった。不老川水質環境保全対策事業として下水処理水を不老川放流幹線にて不老川上流部に送っている。

## 沿革
- 1981年（昭和56年）4月 - 供用開始。

## 所在地
- 和光市新倉6丁目1番1号

## 周辺
- 朝霞調節池
- 新倉パーキングエリア
- 幸魂大橋